# Anabarhynchus aureosericeus
Anabarhynchus aureosericeus är en tvåvingeart som beskrevs av Krober 1932. Anabarhynchus aureosericeus ingår i släktet Anabarhynchus och familjen stilettflugor. Inga underarter finns listade i Catalogue of Life.